# Joseph Abrahamson
Joseph Nicolai Benjamin Abrahamson (født 6. december 1789 i København, død 6. januar 1847 i Odense) var en dansk officer og lærer, far til Frederik Abrahamson.

## Napoleonskrigene
Han var søn af officeren Werner Abrahamson, blev artillerikadet i 1801 og officer fire år efter. Ved generalkvartermesterstabens oprettelse i 1808 trådte han ind i denne som adjoint og begyndte samme år at virke ved artillerikadetinstituttet indtil 1811, da han overgik til generaladjudantstaben og blev premierløjtnant. I generaladjudantstaben, hvis chef var Frantz Bülow, men som i øvrigt sorterede direkte under Frederik 6. som højstkommanderende, og hvor den egentlige styrelse af Hærens, for ikke at sige hele landets, anliggender fandt sted, vandt han kongens yndest og tillid, som aldrig forlod ham, og der betroedes ham straks føringen af den "hemmelige Protokol", kongens gehejmekorrespondance. 1812 blev han kaptajn og divisionsadjudant i staben og gik som souschef i felten med det korps, der i 1814 under general Kardorff blev sendt ud for at kæmpe mod Danmarks tidligere våbenfælle, Frankrig, men som imidlertid kun nåede til Rhinen, da freden sluttedes, hvorpå korpset vendte tilbage. Det næste år blev Abrahamson atter udkommanderet med det 5000 mand stærke troppekorps, der under befaling af prins Frederik af Hessen sammen med hærafdelinger fra de andre mod Frankrig forbundne magter skulle besætte en del af dette land som garanti for nye uroligheder og i den anledning indtog kantonnement i Nordfrankrig. Korpsets stab navnlig var rigt udstyret med talrige, flinke officerer, og Abrahamson stod efter sin aldersorden langt nede i rækken blandt disse; men kongen havde anbefalet ham til prinsen af Hessen, og han ses efter en stor målestok at være blevet benyttet ved de fleste lejligheder, hvor der særlig krævedes taktfuld og behændig optræden. Han blev således straks sendt forud for at forhandle med den hollandske regering om korpsets march gennem Holland, anvendtes hyppig som mellemmand ved ordningen af korpsets affærer med de forskellige myndigheder, som korpset under opholdet i Frankrig kom i berøring med, og da Wellington, de allierede hæres generalissimus, der førte hof som en fyrste, ønskede at have repræsentanter fra de ham underlagte hærkorps om sig, tog prinsen af Hessen ikke i betænkning dertil for sit vedkommende at lade valget falde på den unge kaptajn, uagtet de øvrige magters repræsentanter næsten uden undtagelse hørte til de højeste rangklasser. Det er sandsynligvis for at sætte Abrahamson i stand til des bedre at hævde sin stilling under disse forhold, at Frederik 6. haster med fra hjemmet 1821 at sende ham udnævnelse til kammerjunker. 1817 blev han Ridder af Dannebrog. Abrahamson befandt sig øjensynlig vel i disse fornemme omgivelser og var selv genstand for megen opmærksomhed. I Wellingtons hovedkvarter i Aachen delte han bolig med fyrstbiskoppen af Thurn und Taxis, og da Wellington kort før okkupationens ophør i eftersommeren 1818 foretog sin sidste inspektionsrejse, ses Abrahamson at have været ham en stadig ledsager på denne.

## Indsats for undervisningen
Med troppernes hjemkomst 1818 var den sidste bevægelse af det krigeriske røre, der havde karakteriseret århundredets begyndelse, forsvundet, og Abrahamson var for resten af sit liv udelukkende henvist til fredens gerning, om det end derfor ikke blev fredelige dage for ham. Som faderen før ham var det navnlig undervisningsfaget, han kom til at hellige sine rige evner, og i hvilket han også i flere retninger blev banebrydende. Den "indbyrdes Undervisning" stod da på dagsordenen. Frederik 6. interesserede sig levende for indførelsen af dette ejendommelige, oprindelig af englænderne Andrew Bell og Joseph Lancaster i større stil udviklede læresystem, der som bekendt gik ud på ved hjælp af et meget detaljeret apparat af tabeller, der hængtes op på væggene i skolestuen, at anvende de viderekomne skolebørn som lærere for de mindre langt fremskredne, idet kongen deri så et middel til at afhjælpe det lavere skolevæsens brøst og til at skaffe almuen undervisning uden at gøre for store fordringer til lærernes dygtighed og antal; men han stødte på modstand hos skoledirektionen og savnede manden til at sætte det i scene. Denne fandt han i den hjemvendte Abrahamson, der i Frankrig havde sat sig ind i systemet og nu med energi kastede sig over den foreliggende opgave og blev en ivrig forkæmper for sagen. Der blev straks i en af kaserneskolerne i København anstillet forsøg med metoden, denne prøveskole blev i foråret 1819 udvidet til en "Normalskole" med Abrahamson som forstander, og senere på året blev samtlige hærens og flådens skoler unddragne den almindelige skoledirektions tilsyn og stillede under en særlig militær direktion, i hvilken Abrahamson var sjælen, med det specielle formål at fremme den indbyrdes undervisning. Abrahamson indtrådte samme år i en kommission, der skulle undersøge undervisningsmetoden nærmere, udarbejdede i den følgende tid dels alene, dels i forening med andre tabeller og vejledninger til brug ved undervisningen og udgav sammen med daværende amtsprovst Peter Hans Mønster i Ringsted, senere biskop i Aarhus, et større værk om den indbyrdes undervisnings væsen og værd (tre dele, 1821-28). Ved sin personlige indflydelse hos kongen udvirkede han tillige, at den indbyrdes undervisning blev optagen som et hovedfag på seminarierne, og at disses forstandere og første lærere indkaldtes til normalskolen for der at lære den rette anvendelse af metoden, ligesom han blev bemyndiget til at kontrollere den fremgang, systemet gjorde på seminarierne, og give rapport derover til kongen. lærere, præster og provster fik derhos det strengeste tilhold om nøje at påse, at de fra normalskolen givne forskrifter i alle detaljer fulgtes og overholdtes. Ved denne rastløse og ihærdige virksomhed lykkedes det Abrahamson efterhånden at få metoden indført i over 2000 af landets almue- og borgerskoler, men i det han også ville bringe den højere undervisning ind under sit område, skød han over målet; fremragende mænd som Grundtvig, Ørsted, Clausen, far og søn, bekæmpede i tale og skrift systemet som sløvende og åndløst, og autoriteterne på skolevæsenets område fandt sig kun med den største uvilje i dette nye udslag af adjudantvælden og i den næsten ubegrænsede magt og myndighed, "den røde Bisp", som Abrahamson kaldtes, på deres bekostning sad inde med, og som han ikke altid håndhævede lempelig eller hensynsfuldt. Det er næppe troligt, at Abrahamson, hvor stærk han end var med kongen som rygstød, i længden ville have kunnet besejre denne modstand; nogen egentlig styrkeprøve kom det dog ikke til, thi forinden havde kongen kaldet ham til et nyt hverv, men betegnende er det, at da Abrahamson fratrådte sin stilling ved normalskolen og i skolekommissionen, var det, som livskraften af den indbyrdes undervisning svandt med det samme, indtil systemet ved slutningen af trediverne ganske stedtes til hvile sammen med den gamle konge.

## Den Kongelige Militære Højskole
Et andet undervisningsområde, hvortil Abrahamson knyttede sit navn, nemlig oprettelsen af Den Kongelige Militære Højskole 1830, blev af langt mere indgribende betydning. Ideen hertil er sandsynligvis udgået fra ham, og han tog i hvert fald en fremragende del i den hele ordning, der på en glimrende måde bestod sin prøve. Skolens formål var efter planens ord 
| Citat | at give en passende Udvidelse af den Dannelse, som Officerer i Armeen modtage i Almindelighed, til de Personer, som måtte have vist en særegen Modtagelighed for Dannelse, så at med dem de Pladser i Armeen senere kunne besættes, hvortil mere end almindelig Dannelse behøves. | Citat |
|       | |       |

 Skolen skulle da navnlig uddanne officerer til de såkaldte specielle korps, ingeniør- og artillerikorpset, generalstabsofficerer, militære lærere med flere. Som rimeligt var, blev Abrahamson, der i 1824 var avanceret til major, i 1829 til oberstløjtnant, skolens første undervisningsdirektør, og han beklædte denne post med den ham egne energi og utrættelighed; men også her synes hans undertiden for vidt drevne iver og hans myndige, selvbevidste optræden at have skabt ham en opposition, som han ikke kunne magte, og efter fem års virksomhed fratrådte han stillingen som direktør, blev overkvartermester i generalkvartermesterstaben og ansattes kort efter i den ansete post som generalkrigskommissær for kongeriget, det vil sige chef for hele udskrivningsvæsenet. 1840 udnævntes han til oberst.

## Øvrige tillidshverv
I forbindelse med sin embedsvirksomhed så Abrahamson sig ved sin ualmindelige arbejdsdygtighed og kundskabsfylde i stand til at udfylde en mængde tillidshverv, der overdroges ham dels af staten, dels af medborgere. Han var således, foruden hvad der alt er anført om skolevæsenet, direktør for døvstummeinstituttet, deputeret for Odense i stænderforsamlingen, medlem af den store kommission 1840-41, der omorganiserede armeen, medstifter af og vicepræsident for Det kongelige Nordiske Oldskriftselskab og senere selskabets præsident. Frederik 6. benyttede ham i talrige militære og diplomatiske udsendelser til udlandet, og en mængde videnskabelige samfund i udlandet talte ham som medlem.
Hans fortjenstfulde virke fandt også levende påskønnelse. Han var Dannebrogsmand (1824), dekoreret med Dannebrogsordenens Kommandørkors (1828) og talrige udenlandske ordener; 1827 blev han optaget i den danske adelsstand, 1842 kammerherre, og universitetet i Königsberg, hans farmors fødeby, kreerede ham 1830 til dr. philos.
Abrahamson ægtede 1821 Sophie Frederikke Frisch, en datter af etatsråd Hartvig Marcus Frisch, direktør for den grønlandske Handel, og Dorothea født Tutein. Han døde i Odense 6. januar 1847.
Der findes et maleri af F.C. Gröger på Frederiksborgmuseet (1813), et stik af Bouchardy i Paris ca. 1818 og et litografi af I.W. Tegner & Kittendorff. Silhouet også på Frederiksborg.